# Mosquito Blanco
Mosquito Blanco är en ort i Mexiko.   Den ligger i kommunen Santa María Tepantlali och delstaten Oaxaca, i den sydöstra delen av landet, 400 km sydost om huvudstaden Mexico City. Mosquito Blanco ligger 1 449 meter över havet och antalet invånare är 471.
Terrängen runt Mosquito Blanco är kuperad åt sydväst, men åt nordost är den bergig. Runt Mosquito Blanco är det glesbefolkat, med 10 invånare per kvadratkilometer. Närmaste större samhälle är Santo Domingo Tepuxtepec, 9,0 km sydväst om Mosquito Blanco. I omgivningarna runt Mosquito Blanco växer i huvudsak städsegrön lövskog.